# Сколецит
Сколецитът (Scolecite) е вулканичен минерал от натролитовата група в клас силикати и представлява хидратиран калциево-алуминиев силикат. Тъй като принадлежи към зеолитите, притежава и тяхната характерна пръстеновидна структура. Минералът е в състояние селективно да отделя и отново да приема молекулите и йоните на различни вещества, в зависимост от тяхната големина, и поради това може да действа като молекулярно сито. Много прилича на друг зеолитов минерал – натролита, от който визуално е трудно различим.
Наименованието му произлиза от гръцката дума σκουλήκι, означаваща червей, защото при нагряване се извива по подобен начин. Описан е за първи път от немските химици и минералози A. F. Gehlen и J. N. Fuchs през 1813 година.

## Синоними
Като синоними на сколецита по различно време, а понякога и сега, са ползвани синонимите: иглест камък, елагит (Ellagite), еписколецит (Episcolecite, Episkolecite), варов мезотип (Lime Mesotype), вейсиан (Weissian).

## Химичен състав и свойства
Химичната формула на сколецита е Са[Al2Si3O10].2H2O Съотношението на химичните елементи в състава му е калций – 10,22%; алуминий – 13,75%; силиций – 21,48%; водород – 1,54%; кислород – 52,01%. Съдържа СаО - 14,29%; Al2O3 – 25,99%; SiO2 – 45,94%; Н2О – 13,78%.
При нагряване се огъва и извива, губи част от водата си и се превръща в метасколецит. Минералът е лесно разтворим в солна киселина, като при този процес се освобождава желеобразен силициев диоксид.

## Морфология
Образуването на сколецита е свързано с по-голямата активност на калция. Формира се при сравнително ниски температури в различни кухини като друзи, геоди и пукнатини в основни вулканични скали от базалтов тип, образувани при наличието на някакъв газ в лавата при нейното втвърдяване. Тези кухини обезпечават на лесно чупливите кристали оптимални условия за растеж и защита от външни фактори. Среща се и в пукнатините на гнайси, амфиболи, както и в лаколити, образувани от сиенитова или габрова магма. Може да се намери и при някои метаморфни породи в качеството си на минерал с хидротермален произход.
Кристалите на сколецита са много сходни с тези на други зеолитови минерали, с които той е в близко родство, на първо място с натролита и мезолита. Те са преобладаващо призматични и иглести, но често се срещат срастъци, оформящи псевдоизометрични образци с перовидно набраздяване. Характерен е и с лъчисти или радиалнолъчисти агрегати. Те могат да представляват плътни образувания, състоящи се от продълговати влакна, успоредни на вертикалната кристалографска ос. В други случаи образува група иглести кристали, подредени във вид на отворени сфери. Кристалите често са сдвоени така, че получават псевдохексагонален вид.
Ажурните друзи от игловидни кристали сколецит са много красиви и високо ценени от колекционерите. Най-ценни са агрегатите, съставени от голямо количество иглести кристали, дълги над 10 cm, с дебелина около 3 mm.

## Структура
Сколецитът принадлежи към групата на влакнестите зеолити и има характерната за тях пръстеновидна структура. Тя е отчетливо аксиална с основен структурен елемент групата [Al2Si3O10]. Тя е изградена от 4 тетраедрични пръстена със състав [Al2Si2O8] и добавъчен тетраедър от SiO4, който се редува с AlО4. В стурктурата на сколецита всеки калциев атом е обгърнат от четири кислородни атома и три водни молекули.
Благодарение на характерната си структура, както и останалите зеолити, минералът може да пропуска градивни частици с определена големина и да задържа други. По този начин той може да действа като естествено молекулярно сито.

## Физически характеристики
- Цвят – безцветен, бял, кафеникав, светло сив, а понякога и с розов оттенък[4][6]
- Цвят на чертата – бял[2]
- Прозрачност – прозрачен, полупрозрачен[2]
- Блясък – стъклен[2] и копринен при влакнести агрегати[5]
- Твърдост по скалата на Моос – 5,0-5,5[1][2]
- Относително тегло – 2,25[1]
- Молекулно тегло – 392,34[2]
- Плътност – 2,25—2,29 g/cm3[2]
- Цепителност – съвършена по (110) и (110)[5]
- Лом – неравен[2]
- Чупливост – крехък, силно чуплив[2]
- Радиоактивност – 0[2]
- Електрически свойства — пироелектрик, пиезоелектрик[5]

## Оптични свойства
- Тип – двуосен кристал[2]
- Показател на пречупване – nα = 1,507 – 1,513; nβ = 1,516 – 1,520; nγ = 1,517 – 1,521[5]
- Ъгъл между оптическите оси – измерен 36°-56°, изчислен 36°-40°[2]
- Максимално двойно лъчепречупване – δ = 0,010[5]
- Оптически релеф – нисък[5]
- Луминесценция – от жълто до кафяво при ултравиолетово излъчване[4][5]
- Флуоресценция – няма[6]

## Кристалографски свойства
- Кристална структура – псевдоорторомбичен, псевдотетрагонален[5]
- Сингония – моноклинна[5]
- Пространствена група – Bb (B1 1b); [Cc] {C1c1}[5]
- Параметри на клетката – a = 18,508 Å, b = 18.981 Å, c = 6.527 Å[5]
- Обем на елементарната клетка – V = 2,29 Å3[6]
- Хабитус – тънки игловидни или радиални агрегати, влакнести маси[6]

## Други характеристики
- Клас – силикати[1]
- Група – зеолитова група, натролитова подгрупа[5]
- IMA статус — действителен, описан преди 1959 година[2]
- Свързани минерали – минерали от зеолитовата група[5] и калцит[3]
- Типични примеси – Na, K[2]
- Година на откриване – 1813[6]
- Произход на името – от гръцкото σκουλήκι, означаващо червей[6]

## Находища
Богати находища на сколецит има на един от островите на Исландия и край градовете Пуна и Назик в щата Махаращра, Индия. Прочути са призматичните кристали, находища на които се намират в щат Рио Гранди до Сул в Бразилия и имат дължина до 20 cm и дебелина около 1 cm. Сколецит във вид на красиви кристали е открит на островите Мал и Скай в Шотландия, в щат Колорадо в САЩ и другаде. Обикновено е разпространен заедно с други зеолити и калцит. В басейна на Нижная Тунгуска в Евенкски автономен окръг и в Южен Урал се намира в геоди и пукнатини в базалтови породи. В Австрия се добива в провинция Каринтия, в Мексико – край град Charcas, в Швейцария – в кантона Граубюнден и т.н. Най-много екземпляри с колекционерска стойност се появяват от залежите в платото Декан в Индия.